# Puck Bábszínház
A kolozsvári Puck Bábszínház (románul Teatrul de Păpuși "Puck") a város egyik kulturális intézménye, több erdélyi báb- és marionettszínházzal egy időben jött létre, amelyek 1949-1950 körül kezdték működésüket. A bábszínház fennállása során a román és magyar társulat összesen több, mint 300 előadást mutatott be.

## Története
A Lupta Ardealului című napilap 1948. március 18-án pályázatot hirdetett egy gyerek- és bábszínház létrehozására, amelynek keretén belül román és magyar előadásokat egyaránt bemutatnának. A pályázat csak részben valósult meg, 1948 májusában létrejött a Lúdas Matyi Bábszínház, a Művészek, Írok, Újságírók Vegyes Szövetkezetének gondnoksága alatt. Mivel saját játszóhellyel nem rendelkezett, a bábszínház csak a kiszállások során tudta megmutatni előadásait, iskolák, óvodák, művelődési központok termeiben. 1949. március 31-én a bábszínház helyszínének az Augusztus 23. utca 23. szám alatt található, használaton kívüli raktárát jelölték ki, a vezetését pedig Andrási Fischer Edit vette át. A Lúdas Matyi Bábszínház 1949. május 4-től 1949. szeptember 30-ig működött a szövetkezet fennhatósága alatt.
Kis idő múlva szóba került egy professzionális bábszínház létrehozása, amely a város különböző kulturális intézményeinek munkásságához csatlakozna, valamint megjelenne az oktatásban is.
Ebben az időben, Erdélyben több vándor bábszínész munkálkodott, például Sebestyén Lajos, aki  egyaránt tartott román és magyar nyelvű előadásokat, majd 1950-1952 között a frissen megalakult bábszínházban dolgozott színészként.
A Kolozsvári Bábszínház hivatalos megalakulása bizonyos dokumentumok szerint 1950. február 4., mások szerint február 5-re tehető. A megnyitón a román és a magyar társulat is bemutatott egy-egy előadást; az akkori sajtóvisszhang szerint „ A helyi bábszínház hatalmas népszerűségnek fog örvendeni a gyerekek és a fiatalok körében”.
Az 1989-es események a bábszínházat is elérték, 1989-1990 között egy kis időre nehézkessé vált munkája. Időbe telt, amíg az előadások megtalálták helyüket az új környezetben. Emiatt a „kis” bábszínház a „nagy” kőszínházzal együtt kialakított néhány szakmai kapcsolatot a világ különböző pontján található színházakkal, annak érdekében, hogy az európai színházi körökhöz csatlakozni tudjanak. Ebben az időben adta Mircea Ghițulescu, a bábszínház akkori igazgatója, a Puck nevet az intézménynek.
A bábszínház megalakulásában az egyik legfontosabb szerepet Kovács Ildikó töltötte be, aki a megalakulást követően 30 évig volt a Puck Bábszínház mentora és rendezője.
Az évek során számos jelentős előadást mutattak be, ilyen volt például a Szentivánéji álom, Übü király, Sânziana és Pepelea, Az özvegy Karnyóné s két szeleburdiak, A kíváncsi elefántkölyök, Csizmás Kandúr, Az öregség nélküli fiatalság és a halál nélküli élet, Hamupipőke, Hófehérke, Csipkerózsika, Világszép Nádszálkisasszony, Micimackó.
A Puck Bábszínház vendégül látott számos romániai és külföldi színházi társulatot, amelyek irodalmi előadásokat, happeningeket, képzőművészeti kiállításokat mutattak be a közönség számára.
2002 óta minden évben megrendezik a Báb- és Marionettszínházak Nemzetközi Fesztiválját.
2017-ben volt az első WonderPuck Utcai Fesztivál, amely azóta minden évben megszervezésre kerül.

## Igazgatói
- Andrási Fischer Edit, művészettörténész (1949–1950)[3]
- Negulescu Surányi Erzsébet (1950–1955)[4]
- Dan Vasile, rendező (1955–1977)[5]
- Mircea Ghițulescu(wd), író, esszéista, színikritikus (1977–1980)[6]
- Nicoleta Brad, pártaktivista (1980–1990)[4]
- Mircea Ghițulescu[4] (1990)
- Diana Cosma[4] (1990–1994)
- Tudor Chirilă rendező (1994–1997)[7]
- Petru Poantă(wd) irodalomkritikus[4] (1997)
- Marcel Mureșeanu költő[4] (1997–2001)
- Traian Savinescu rendező (2001–2005)[8]
- Mona Chirilă Marian rendező (2005–2013)[9]
- Mureșan-Petran Emanuiel-Simion (2013-2021)